# Xã Walnut Corner, Quận Greene, Arkansas
Xã Walnut Corner (tiếng Anh: Walnut Corner Township) là một xã thuộc quận Greene, tiểu bang Arkansas, Hoa Kỳ. Năm 2010, dân số của xã này là 113 người.